# Magda Apanowicz
Magda Apanowicz est une actrice canadienne, née le 8 novembre 1985 à Vancouver. Parmi ses rôle notables, il y a celui d'Emily dans la série Continuum, diffusée sur quatre saisons de 2012 à 2015. 

## Biographie
Magda Apanowicz est d'origine polonaise et a passé un an en Pologne dans sa dernière année d'école, où elle vivait avec son oncle et fréquentait une école à Jelenia Gora. 
Au début, Magda Apanowicz ne se destinait absolument pas au cinéma. Elle le dit elle-même dans une interview réalisé par SpoilersFrance : « Je ne sais pas vraiment comment j'ai débarqué dans ce milieu. Je ne connaissais rien au cinéma et à la télévision ». Elle s'intéresse au métier d'actrice à partir de 10 ans, après que son frère lui a fait connaitre Pulp Fiction. Elle tourne dans son premier film, Jeremiah, à l'âge de 16 ans. Maintenant elle dit : « Depuis, je n'ai pas pu sortir la comédie de ma tête. »
Après quelques apparitions , elle décroche un premier rôle récurrent dans la canadienne Renegadepress.com, série pour adolescent.

## Filmographie
- 2002 : Jeremiah : Jeune fille
- 2002 : John Doe :
- 2005 : Cold Squad, brigade spéciale : Kassia Harper
- 2006 : The L Word
- 2006 - 2007 : Presserebelle.com
- 2007 - 2009 : Kyle XY : Andy Jensen
- 2007 : Devil's Diary (Téléfilm, 2007): Ursula Wilson
- 2008 : Bionic Woman (1 épisode)
- 2009 : Caprica - Lacy
- 2010 : Team Unicorn
- 2010 : Bond Of Silence : Angie
- 2011 : Hellcats - Katy
- 2011 : Snowmageddon : Jennifer Miller
- 2012 : The 12 disasters of Christmas  : Jacey
- 2012 : Dead Souls
- 2013 - 2015 : Continuum  - Emily
- 2013 : The Green Inferno d'Eli Roth : Samantha
- 2014 : Mentalist - April Lark
- 2015 : Le Vrai Visage de mon mari (Til Death Do Us Part) de Farhad Mann : Jolene
- 2018 : Supernatural
- 2018 : Les Voyageurs du Temps : Dawn (saison 3)
- 2019 : You : Sandy Goldberg (saison 2)
- 2023 : Flash : Andrea Wozzeck / Fiddler (saison 9 - 4 épisodes)